# Monument historique

En skylt som anger ett historiskt monument i Frankrike.

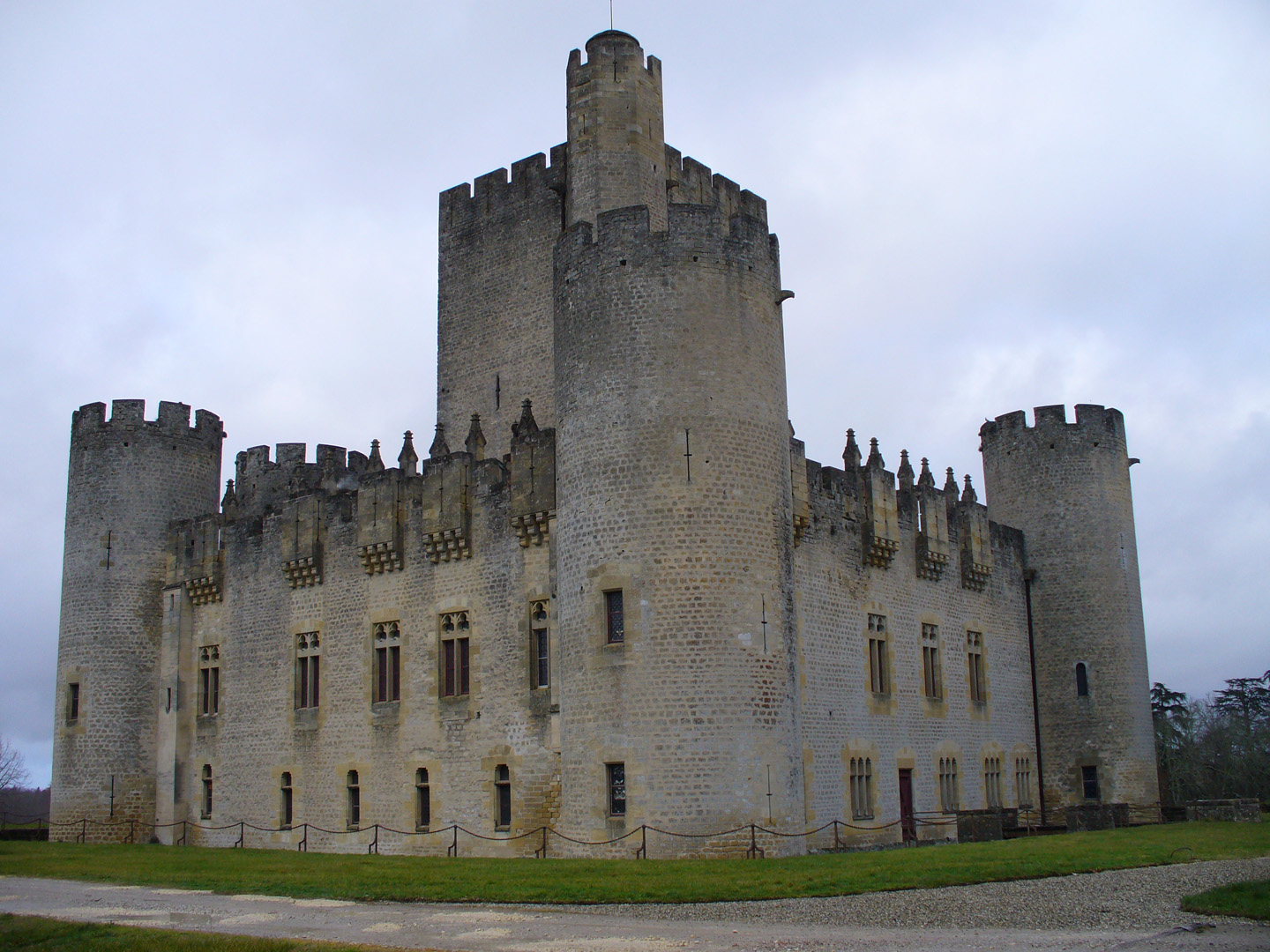
Roquetaillade-slottet.

Monument historique (franska för historiskt monument) är en statlig beteckning i Frankrike för skydd av kulturarv för byggnader, delar av byggnader, en samling byggnader eller hela områden, parker, broar och andra byggnadsverk, tack vare dess arkitektoniska och historiska betydelse. Både offentliga och privata byggnader kan få beteckningen monument historique. 
Exempel på byggnader som har utnämnts till monument historique är Eiffeltornet, Louvren, L'Opéra Garnier, kloster, kyrkor och katedraler som Notre-Dame de Paris samt hotell som Hôtel de Crillon. Många av slotten i Loiredalen har fått utmärkelsen, liksom de berömda parkerna vid slottet i Villandry.
En del byggnader får beteckningen antingen för exteriören, interiören eller för båda, medan det i andra fall kan gälla byggnadens inredning, möbler, ett enskilt rum eller en trappa. Ett exempel på klassificering är inredningen på café Deux Garcons i Aix-en-Provence där bland andra Alphonse de Lamartine, Émile Zola och Paul Cézanne tillhörde gästerna. Det finns även byggnader som har fått beteckningen tack vare sin koppling till olika personer, som exempelvis Auberge Ravoux i Auvers-sur-Oise som blev ett monument historique för sin koppling till Vincent van Gogh. 
Utnämningen har sina rötter i franska revolutionen, när regeringen tillsatte Alexandre Lenoir för att precisera och säkra särskilda byggnadsverk. Den första klassificeringen gjordes av författaren Prosper Mérimée, generalinspektören för historiska monument, som 1840 utnämnde Roquetaillade-slottet till monument historique.